# برونو تسفي
برونو تسفي (بالإيطالية: Bruno Zevi)‏ (22 يناير 1918، روما - 9 يناير 2000) كان معماري إيطالي ومؤرخ وأستاذ جامعة ومؤلف ومحرر. وكان ينادي بعدم الرجوع للكلاسكيكة في روح العمارة الحديثة وأيضا ضد عمارة ما بعد الحداثة.

## أعوام الجامعة
بعد انتهاء فترة دراسته ما قبل الجامعية في عام 1933، التحق برونو بكلية العمارة بجامعة روما. ونظرا للقوانين المعادية للسامية، تم إجباره على ترك دراسته في عام 1938 والرحيل إلى لندن بالمملكة المتحدة لفترة قبل توجهه إلى الولايات المتحدة الأمريكية. التحق برونو هناك كلية هارفارد للتصميم بجامعة هارفارد، ثم عمل تحت إدارة المعماري والتر جروبيس.
اكتشف برونو خلال فترة تواجده بالولايات المتحدة الأمريكية أعمال فرانك لويد رايت، والتي أصبحت أساس عمله وترويجه للعمارة العضوية. رجع بعد ذلك برونو إلى لندن في عام 1943، وعمل مترجما في أثناء الحرب.

## منشورات وكتب مختارة لبرونو تسفي
- Verso un’architettura organica, Einaudi, Torino 1945 (English translation, Towards an Organic Architecture, Faber & Faber, London 1950)
- Saper vedere l’architettura, Einaudi, Torino 1948 (English translation, Architecture as Space. How to look at Architecture, Horizon Press, New York 1957; Da Capo Press, New York 1993)
- Storia dell’architettura moderna, Einaudi, Torino 1950
- Architecture as Space: How to Look at Architecture, Horizon Press, New York 1957
- Michelangiolo architetto, edited with P. Portoghesi, Einaudi, Torino 1964
- Erich Mendelsohn Opera Completa, Etas Kompass, Milano 1970; Testo & Immagine, Torino 1997 (English translation, Erich Mendelsohn - The Complete Works, Birkhäuser Verlag, Berlin, 1999)

## وصلات خارجية
- مؤسسة برونو تسفي
- «برونو تسفي» (الجارديان)
- ADAO - البوابة العالمية الشبكية للعمارة العضوية